# Trebenna
Koordinaten: 36° 52′ N, 30° 29′ O

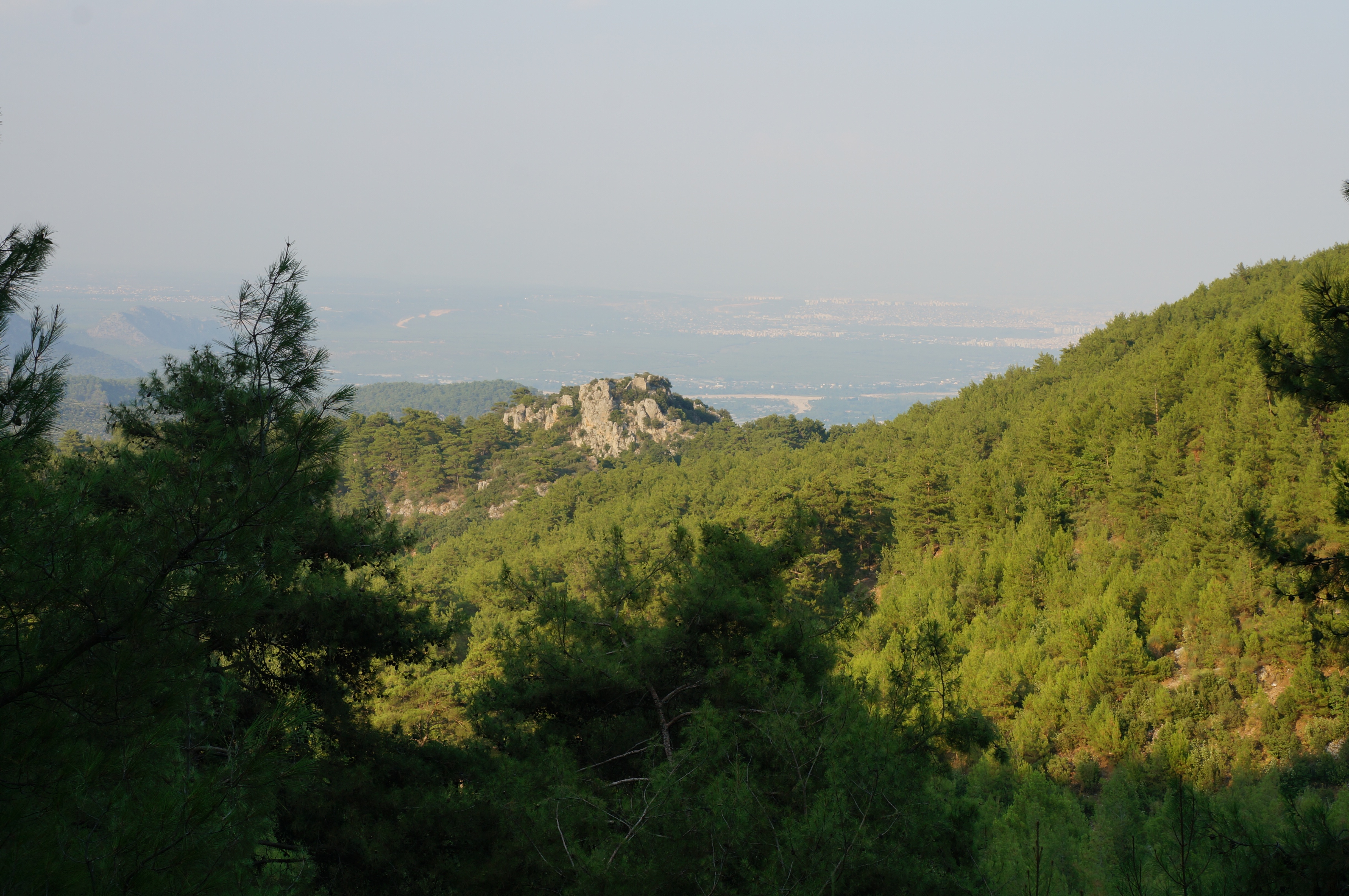
Blick auf die Akropolis von Trebenna

Trebenna ist eine antike Stadt in der kleinasiatischen Landschaft Lykien, an der Grenze zu Pamphylien, 22 km westsüdwestlich von Antalya (Türkei) beim heutigen Çağlarca.
Trebenna wird bei keinem antiken Schriftsteller erwähnt. Der Name ist nur durch Münzen und Inschriften bekannt. Das Alter der Stadt reicht vermutlich bis in klassische Zeit zurück. Seit hellenistischer Zeit war Trebenna Mitglied des lykischen Bundes, in der späteren Kaiserzeit römische Titular-Kolonie und im 5. Jahrhundert Bischofssitz. In der Spätantike gehörte die Stadt zur Provinz Pamphylien.
Münzen sind nur aus der Zeit Gordians III. bekannt.

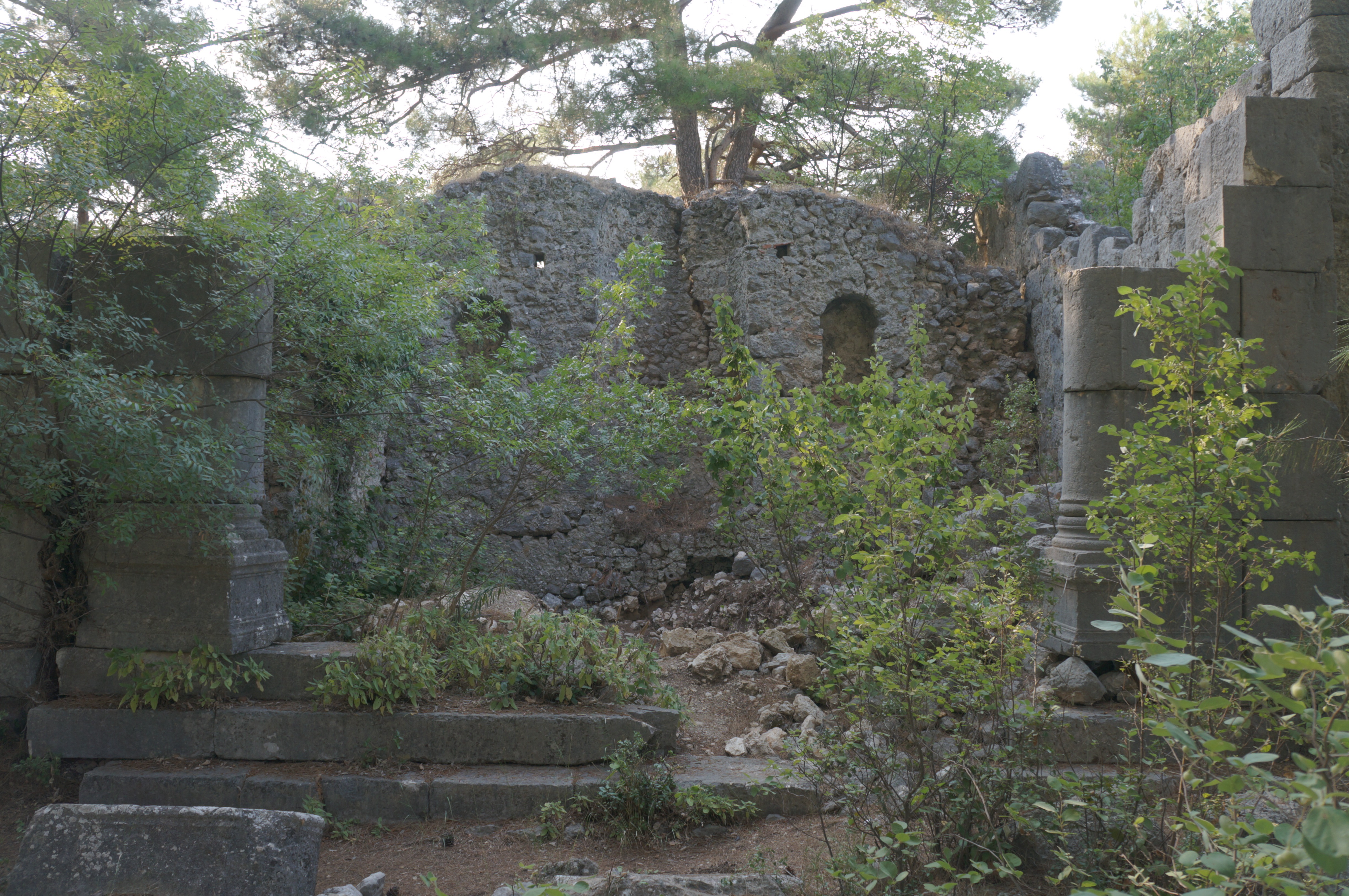
Trebenna, Kirche

Die Ruinen der Stadt liegen auf einem kleinen Hügel und sind von einer frühbyzantinischen Wehrmauer umgeben. In der Mauer sind zahlreiche Inschriften und Sarkophage als Spolien verbaut. Im Stadtgebiet finden sich Reste römischer Bäder und einer frühbyzantinischen Basilika. Oberhalb der Stadt liegt eine Akropolis, die in mittelbyzantinischer Zeit als Befestigung ausgebaut wurde, in ihrer Nähe eine mittelbyzantinische Einraumkirche.
Die Reste der antiken Stadt sind von Antalya aus mit dem Auto zunächst über gute Straßen, dann schlecht befestigte Wege zu erreichen. Die restliche Wegstrecke zum Zugang ist nur zu Fuß möglich. Von der Akropolis aus hat man einen schönen Blick auf Antalya und das Mittelmeer.